# Дивнопольє
Дивнопо́льє (рос. Дивнополье) — селище у складі Соль-Ілецького міського округу Оренбурзької області, Росія.

## Населення
Населення — 742 особи (2010; 1039 у 2002).
Національний склад (станом на 2002 рік):
- казахи — 68 %
- росіяни — 26 %